# Ethilla adiscalis
Ethilla adiscalis là một loài ruồi trong họ Tachinidae.